# Kaznaczej
Kaznaczej – urzędnik Wielkiego Księstwa Litewskiego (kasjer), rezydujący w Brańsku i Smoleńsku.